# 地底探検 (1959年の映画)
『地底探検』（ちていたんけん、原題: Journey to the Center of the Earth）は、1959年のアメリカ合衆国の映画。ジュール・ヴェルヌの小説『地底旅行』を初めて映画化した作品である。ビデオパッケージでは『地底探険』という表記も存在する。

## ストーリー
リンデンブロック教授は、学生アレックから贈られた溶岩の塊の中から、行方不明になったスウェーデンの探検家アルネ・サクヌッセムが「地球の中心」への行程を記したメッセージを発見した。2人はスウェーデンの地質学者ゲタボルグ教授と話し合うべくその地へ向かったが、教授は何者かにより殺害されていた。リンデンブロックらも何者かに襲われたところをアイスランド人ハンスに助けられ、3人とゲタボルグ教授の未亡人カーラは、サクヌッセムの記した行程に従ってアイスランドの休火山の噴火口から地底に降りて行った。途中、これまで妨害を繰り返していたアルネ・サクヌッセムの子孫サクヌッセム伯爵と争いになるが、休戦して共に探検を続けることになった。一行は巨大キノコの森や、地底に広がる大海を越え、ついに「地球の中心」を通過。最後にたどりついたのは、伝説の島アトランティスの都の廃墟であった。

## 概要
1864年に発表されたジュール・ヴェルヌのSF・冒険小説『地底旅行』を、20世紀フォックスが映画化した。時代設定や大筋は原作に沿っているが、原作にはない探検の妨害者が現れたり、女性が探検に同行したりするなどの脚色が加えられている。製作は『サンセット大通り』などを手がけたチャールズ・ブラケットで、脚本も担当している。監督は西部劇『ロンリー・マン』などのヘンリー・レヴィンであった。音楽は『悪魔の金』でアカデミー作曲賞を受賞したバーナード・ハーマンが手がけた。地底の世界を描く特撮を担当したのは、L・B・アボット、ジェームズ・B・ゴードン、エミル・コサ Jr. であったが、劇中登場する爬虫類に似た巨大生物ディメトロドンは、トカゲに背びれやトゲをつけたいわゆる「トカゲ特撮」が使われた。
出演は歌手が本業のパット・ブーンが主役のアレックを演じ、劇中でも歌を披露した他、ディズニー映画『海底二万哩』でネモ船長を演じ、『スタア誕生』でゴールデンブローブ賞主演男優賞を受賞したジェームズ・メイソンが、リンデンブロック教授を演じた。探検には同行しないが、リンデンブロック教授の娘でアレックの婚約者役を、『アンネの日記』のアンネの姉役でデビューしたばかりのダイアン・ベイカーが務めている。
本作は受賞は逃したものの、アカデミー賞の美術賞・特殊効果賞・音響賞の3部門にノミネートされた。20世紀フォックスは、本作に続き翌年に同様な路線の『失われた世界』を製作し、特撮のアボットら3名も引き続いて起用された。

## キャスト
| 役名                                   | 俳優                 | 日本語吹替  | 日本語吹替                                                     | 日本語吹替   |
| 役名                                   | 俳優                 | NETテレビ版 | フジテレビ版                                                   | テレビ朝日版 |
| -------------------------------------- | -------------------- | ----------- | -------------------------------------------------------------- | ------------ |
| アレクサンダー（アレック）・マキュアン | パット・ブーン       | 野沢那智    | 広川太一郎                                                     | 富山敬       |
| オリヴァー・S・リンデンブロック教授    | ジェームズ・メイソン | 武内文平    | 久松保夫                                                       | 大木民夫     |
| カーラ・ゲタボルグ                     | アーレン・ダール     | 翠準子      | 寺島信子                                                       | 此島愛子     |
| ジェニー・リンデンブロック             | ダイアン・ベイカー   | 鈴木弘子    | 麻上洋子                                                       |              |
| サクヌッセム伯爵                       | セイヤー・デヴイッド | 滝口順平    | 大宮悌二                                                       |              |
| ハンス・ベルケル                       | ピーター・ロンソン   |             | 村瀬正彦                                                       |              |
| 不明 その他                            | N/A                  |             | 杉田俊也 岩名雅記 北村弘一 清川元夢 池田勝 島木綿子 中川まり子 |              |

- NETテレビ版：初回放送1968年11月24日『日曜洋画劇場』
- フジテレビ版：初回放送1975年1月3日『ゴールデン洋画劇場』※DVD収録（正味100分）
- テレビ朝日版：初回放送1978年8月20日『日曜洋画劇場』

## スタッフ
- 製作：チャールズ・ブラケット
- 監督：ヘンリー・レヴィン
- 脚本：ウォルター・レイシュ、チャールズ・ブラケット
- 音楽：バーナード・ハーマン
- 撮影：レオ・トーヴァー
- 編集：スチュアート・ギルモア、ジャック・W・ホームズ
- 特殊効果：L・B・アボット、ジェームズ・B・ゴードン、エミル・コサ Jr.

### 日本語版
※フジテレビ版
- 演出：春日正伸
- 翻訳：飯島永昭
- 調整：山田太平
- 音楽・効果：赤塚不二夫、P・A・Gグループ
- 配給：ワーナーブラザーズテレビジョン
- プロデューサー：山崎宏
- 制作：東北新社